# Spitta-Verlag

Spitta Logo

Der Spitta-Verlag ist ein deutscher Fachverlag für Zahnmedizin, Zahntechnik und Medizin mit Sitz in Balingen. Es sind rund 100 Mitarbeiter beschäftigt (Stand: September 2010).
Der Verlag gehört zum Unternehmensverbund WEKA Holding.

## Verlagsprogramm
Der thematische Schwerpunkt des Spitta-Verlags liegt auf der Zahnmedizin und der Zahntechnik, insbesondere auf der Abrechnung zahnmedizinischer und zahntechnischer Leistungen. Daneben sind Medizin, Sportmedizin und Sportpädagogik Teile des Verlagsprogramms.
Spitta produziert Produkte zur Labor- und Praxisverwaltung, Fachinformationen für Zahnärzte, Zahnmedizinische Fachangestellte (ZFA), Zahntechniker und Kieferorthopäden sowie elektronische Medien und betreibt Online-Portale. Hinzu kommen vier Fachmagazine mit Themenschwerpunkten aus der allgemeinen Zahnheilkunde, der dentalen Implantologie und der Zahntechnik. Das Unternehmen bietet auch Fortbildungen und Seminare an.

## Geschichte
Ende der 1960er Jahre entwickelte der niedergelassene Zahnarzt Albert Spitta neben seiner Praxistätigkeit in Frommern, Kreis Balingen, eine Karteikarte, nachdem er mit der Qualität der damals gängigen Produkte nicht zufrieden war. Er testete die Karteikarte zwei Jahre lang in seiner Praxis. Nachdem er 1971 auf der FDI (Fachverband Führungskräfte der Druckindustrie und Informationsverarbeitung e.V.) in München 400 Exemplare davon absetzen konnte, gründete er zusammen mit seiner Frau Ursula ein Unternehmen. Er begann mit dem serienmäßigen Druck seiner Karteikarten im Kellergeschoss seiner Praxis. 1973 stellte er auf der Internationalen Dental Schau (IDS) in Köln seine Karteikarte erstmals einem größeren Fachpublikum vor. Aufgrund der großen Nachfrage erwarb er 1980 eine eigene Druckerei mit Verlag in Balingen. Der Verlag produzierte bald weitere Produkte, wie Formulare, Patientenmerkblätter, Aufkleber sowie Termin- und Kontrollbücher. Aus der Lehrtätigkeit Albert Spittas in der Helferinnenausbildung ging 1982 das erste Loseblattwerk für die Zahnarzthelferin hervor. Das Verlagsprogramm umfasste zu diesem Zeitpunkt ca. 500 Produkte im Bereich Praxisverwaltung.
1985 übergab Albert Spitta aus gesundheitlichen Gründen seinen Verlag an die WEKA-Firmengruppe in Augsburg.
1989 publizierte der Spitta-Verlag erstmals die zugekaufte, monatlich erscheinende Fachzeitschrift „ZMK – Zahnheilkunde, Management, Kultur“. Ebenfalls 1989 erschien das Loseblattwerk „HoZ – Die richtige Honorarabrechnung des Zahnarztes“. 1992 und im darauf folgenden Jahr erfolgte der Erwerb des Perimed- und Demeter-Verlags mit medizinischen Fachzeitschriften, sportmedizinischen Fachbüchern und dem Kongress-Kalender Medizin.
Das heutige Verlagsgebäude in Balingen-Engstlatt wurde bezogen.
1995 umfasste das Verlagsprogramm rund 30 Loseblattwerke zu medizinischen und zahnmedizinischen Themen.
Ab Mitte der 90er Jahre legte der Verlag den Fokus auf Software und elektronische Medien. Der „Kongress Kalender Medizin“ erschien 1996 als CD-ROM und war 1998 online verfügbar.
2002 entwickelte der Spitta-Verlag Fachbücher zur zahnmedizinischen Weiterbildung. Im selben Jahr startete ein zahnmedizinisches Seminarprogramm mit Inhaltsschwerpunkt zahnmedizinische und zahntechnische Abrechnung sowie Praxismanagement und Kommunikation.
2007 bot Spitta sein erstes E-Book im medizinischen Bereich, „Medizin im Vortrag“, an.
2008 erwarb Spitta zahnmedizinische Fachzeitschriften, verschiedene Seminar- und Weiterbildungsprogramme sowie Jahrbücher des Flohr-Verlags in Bamberg. 2009 gingen vier zahnmedizinische Fachzeitschriften-Portale des Verlags online. 2010 standen Abrechnungsportale für die Zahnmedizin und Zahntechnik im Internet zur Verfügung. 2011 baute Spitta den Bereich Fortbildung aus und übernahm das Institut für dentale Kommunikation und Fernunterricht in Berlin.

## Unternehmensleitung
Verleger und persönlich haftende Gesellschafter sind Werner Mützel und Wolfgang Materna in Augsburg. Geschäftsführer ist Werner Pehland (Stand Oktober 2013).

## Publikationen (Auswahl)
Zahnärztliche und zahntechnische Honorarabrechnung stehen im Fokus des Unternehmens. Seinen Ruf als Abrechnungsspezialist begründete Spitta mit den Loseblattwerken Kastenbauer/Pillwein/Rat „Die richtige Honorarabrechnung des Zahnarztes“ und „Die richtige Abrechnung des Zahntechnikers“ von Stenzel. Das Abrechnungs-Fachwissen des Verlags steht seit 2010 auch in zwei Internetportalen zur Verfügung.
Publikationen zur dentalen Abrechnung:
- Bema-Kurzverzeichnis+
- GOZ-Kurzverzeichnis+
- Kurzverzeichnis Implantologie
- Kurzverzeichnis Zahntechnische Abrechnungspositionen
- Kurzverzeichnis Laborleistungen für BEL II / beb 97

- Abrechnung kompakt
- Zahntechnische Abrechnung kompakt
- Das 1x1 der Heil- und Kostenpläne
- Analogtafeln Bema/GOZ
- Festzuschüsse Prothetik

- Festzuschuss Mini-Finder
- Festzuschuss Mini-Finder für die Zahntechnik
- Mini-Finder Zahnmedizinische Abrechnung
- Mini-Finder Paragraphen
- Mini-Finder BEB
- Mini-Bema
- Mini-GOZ/GOÄ

- Prothetik-Planer Spitta-Synadoc
- HoZ-digital
- Labornavigator Zahntechnik